# CS Energia Târgu Jiu
CS Energia Târgu Jiu este un club românesc de baschet cu sediul în Târgu Jiu, România. De la înființarea clubului în anul 2002, cea mai bună performanță a echipei a fost obținută în anul 2015, când echipa s-a calificat în Final Four-ul Eurochallenge. La nivel național, echipa a ajuns în 2009 în semifinalele Cupei României, iar în 2014 a reușit să și câștige trofeul.

## Istorie
În sezonul 2012-2013, Energia Târgu Jiu s-a luptat până în ultimul moment pentru a prinde locul 8, loc ce conferea echipei dreptul de a participa în play-off, însă echipa a cedat acest loc echipei CSM București. Așadar, echipa a terminat pe un dezamăgitor loc 9 la finalul sezonului, ratarea obiectivului de a califica echipa în play-off, iar echipa sub comanda secundului Radu Stroescu a fost nevoită să joace play-out pentru a rămâne pe prima scenă baschetbalistică.
În play-out echipa a întâlnit ultima formație clasată : Dinamo București, echipă mult mai slab cotată, astfel gorjenii nu au avut probleme și au terminat seria partidelor cu un scor general de 3-0 și echipa a rămas în prima ligă de baschet masculin.
În sezonul 2013-2014, echipa a fost schimbată aproape din temelie, Florin Nini venind la cârma echipei în postura de antrenor principal, Radu Stroescu- antrenor secund iar favoritul publicului, americanul Louis Darby Jr. a rămas la echipă pentru încă un sezon.
Turul de campionat a fost unul foarte bun, formația reușind să termine pe locul patru cu un bilanț general de 8 victorii și 5 înfrângeri, iar în Cupei României au eliminat fosta câștigătoare CS Gaz Metan Mediaș în primul tur, iar în sferturi a învins slab cotata BC Farul Constanța. În sferturi, echipa a reușit să câștige în fața CSU Asesoft Ploiești și să și câștige trofeul cu 58-55 împotriva CSM Oradea.
La începutul sezonul 2014-2015, clubul și-a schimat numele din Energia Rovinari în Energia Târgu Jiu. Antrenorul Florin Nini a fost schimbat cu cipriotul Antonis Constantinides. Echipa a avut parte de un sezon regulat foarte bun în Divizia A, terminând pe locul patru. În Cupa României, a fost eliminată în sferturi de către CSU Atlassib Sibiu. Dar, echipa s-a calificat în premieră în Final Four-ul Eurochallenge, fiind prima echipă românească care reușește această performanță.

## Palmares
- Cupa României:
  - Câștigătoare: 2014
- Eurochallenge:
  - Semifinalistă: 2015

## Echipa actuală
La data de 5 aprilie 2015.
| Nr. | Nume                | Naț.          | Înălțime. | Vârstă |
| --- | ------------------- | ------------- | --------- | ------ |
| 1.  | Răzvan Bratoloveanu | România       | 185 cm    | 22 ani |
| 2.  | Marian Minea        | România       | 205 cm    | 29 ani |
| 3.  | Cătălin Vlaicu      | România       | 203 cm    | 29 ani |
| 4.  | Daniel Tudosă       | România       | 181 cm    | 27 ani |
| 5.  | Andreas Glyniadakis | Grecia        | 216 cm    | 33 ani |
| 6.  | Vlad Chiriac        | România       | 195 cm    | 24 ani |
| 7.  | Loius Darby Jr.     | Statele Unite | 196 cm    | 31 ani |
| 8.  | Giordan Watson      | Statele Unite | 178 cm    | 29 ani |
| 9.  | Tal Karpels         | România       | 195 cm    | 25 ani |
| 10. | Baris Aktas         | Turcia        | 193 cm    | 24 ani |
| 12. | Michl Kremen        | Cehia         | 200 cm    | 33 ani |
| 13. | Porter Troupe       | Statele Unite | 196 cm    | 32 ani |
| 14. | Nemanja Milosevic   | Muntenegru    | 204 cm    | 27 ani |

## Conducerea curentă
| Nr. | Nume              | Naț.    | Poziție            |
| --- | ----------------- | ------- | ------------------ |
| 1.  | Florin Nini       | România | Antrenor principal |
| 2.  | Claudiu Alionescu | România | Antrenor secund    |
| 3.  | Florin Gușatu     | România | Manager            |
| 4.  | Bojan Hristovski  | Bosnia  | Preparator fizic   |